# Козлова Валерія Сергіївна
Валерія Сергіївна Козлова (нар. 22 січня 1988, Москва, РСФСР, СРСР, Росія) —  російська співачка, колишня учасниця дівочого поп-гурту «Ранетки» (2004—2008), колишня солістка гурту 5sta Family (2015—2017), також грала головну роль в серіалі «Ранетки». У 2009 році розпочала сольну кар'єру.
Перший сольний концерт ЛеРи відбувся 20 лютого 2009 року в Самарі (Росія).
За підсумками 2008 року отримала Народну премію України «Телезірка» в номінації «Відкриття року».
Підтримала збройну агресію проти України на початку 2022 року

## Біографія
Народилася в Москві 22 січня 1988.
Не має музичної освіти, проте займалася 12 років в дитячому ансамблі «Буратіно», де навчилася співати, танцювати і грати на барабанах.

## Кар'єра

### Ранетки
У 2005—2008 роках була солісткою і барабанщицею групи «Ранетки», а також знімалася в однойменному телесеріалі.
У 2006 році брала участь у записі альбому «Володарі всесвіту» московського панк-рок гурту «Таргани!».
За підсумками 2008 року отримала Народну премію України «Телезірка» у номінації «Відкриття року».
В кінці 2008 року Валерія Козлова покинула групу «Ранетки».

### Сольна кар'єра
У 2009 році почала сольну кар'єру під псевдонімом «Лера». Перший сольний концерт Лери відбувся 20 лютого 2009 року в Самарі (Росія).
У 2009 році Лера знялася в кліпі гурту Quest Pistols на пісню «Он рядом». У тому ж році зайнялася сольним проектом «Лера Лера» під продюсуванням Юрія Бардаша (Kruzheva Music).
У 2010 році Лера зняла кліпи на пісні «Волчица», «Неприятно», «Безопасный секс».
У червні 2010 року випустила дебютний альбом під назвою «Дай мені знак». Вихід альбому відбувся 7 липня 2010 року в Україні. У Росії альбом вийшов у грудні 2010 року.
У 2010 продюсери Лери заявили про підготовку до зйомок фільму про саму співачку: повнометражного і масштабного (на початок 2012 року зйомки фільму так і не почалися).
Лера стала однією з перших російських зірок, яка удостоїлася честі стати героїнею цієї комп'ютерної гри. Гру видає Компанія «Акелла» спільно з продюсерським центром «Кружева М'юзик».
31 березня 2011 року Лера виконала три пісні на вечірці журналу «OOPS», де після виконання пісні «Неприємно» вона оголосила про закриття проєкту LERALERA і про відхід зі сцени, але в червні відновила концерти. Влітку 2011 року Лера Лера повертається на сцену, після чого їде в тур Україною з гуртами «Нерви» і «Хакі».

### 5sta Family
23 травня 2015 року учасники програми гурту 5sta Family повідомили, що Лера стала новою учасницею колективу. 8 липня вийшов сингл 5sta Family «Метко», який став презентацією для Лери в колективі. З 1 листопада 2015 року, після відходу Юліанни Караулової, Лера — єдина вокалістка групи 5sta Family. 21 січня 2016 року вийшов другий сингл «Стираю границы».
6 травня 2016 року вийшов сингл 5sta Family «Футболка», а 24 травня 2016 року кліп.
24 січня 2017 року вийшов сингл 5sta Family «Везувий».
30 квітня 2017 року вийшов сингл і кліп 5sta Family «Многоэтажки».
5 листопада в своєму Instagram Валерія повідомила, що 2 грудня в місті Нижній Новгород відбудеться останній концерт з її участю в складі групи 5sta Family.

## Дискографія

### Студійні альбоми
- «Ранетки» (2006) — в складі гурту «Ранетки»
- «Дай мне знак» (2010)

## Фільмографія
- Ранетки

## Тури
1. «ЛеРа» 2009 р.
2. «Дай мне знак» 2010 р. (тур на підтримку дебютного альбому)
3. «С неба до земли» 2010 р. (разом з «Quest Pistols», «Omereta» і Євгеном Мільковським)
4. «Лето, плавки, рок-н-ролл!» 2011 р. (разом з групами «Хакі» та «Нерви»)

## Цікаві факти
- На деяких сайтах прізвище акторки вказане як Водникова. Проте за власними словами, прізвище вона не міняла — це просто помилка, яку часто тиражують в інтернеті при вказівці списку акторів, що грають в серіалі[3].